# کلاغ پالاوانی
کلاغ پالاوانی (نام علمی: Corvus pusillus) یک پرنده گنجشک‌سان از خانواده کلاغان، از سرده کلاغ‌ها است. در گذشته به عنوان زیرگونه‌ای از کلاغ نوک‌باریک (Corvus enca) در نظر گرفته می‌شد، اما شواهد تبارزایی نشان می‌دهد که هر دو گونه‌های متمایز هستند، و بنابراین توسط اتحادیه بین‌المللی پرنده‌شناسان تقسیم شده‌است.
بومی فیلیپین است که در میندورو، پالاوان و جزایر کالامیان یافت می‌شود. زیستگاه طبیعی آن جنگل‌های جلگه‌ای نمناک نیمه‌گرمسیری یا گرمسیری و جنگل‌های حرا نیمه‌گرمسیری یا گرمسیری است.